# Lienardia obtusicostata
Lienardia obtusicostata é uma espécie de gastrópode do gênero Lienardia, pertencente a família Clathurellidae.